# Martina Sinigalia
Martina Sinigalia (Venezia, 21 gennaio 1995) è una schermitrice italiana, specializzata  nel fioretto. Ha vinto una medaglia d'oro alle Universiadi 2019 nel fioretto femminile a squadre .

## Palmarès

### Risultati élite
In carriera ha ottenuto i seguenti risultati:
Universiadi
Individuale
A squadre
- Oro nel fioretto a Napoli 2019

Giochi mondiali militari
Individuale
A squadre
- Argento nel fioretto a Wuhan 2019

Campionati italiani
Individuale
- Oro nel fioretto a Piacenza 2025
- Bronzo nel fioretto ad Courmayeur 2022
- Bronzo nel fioretto a La Spezia 2023

A squadre
- Oro nel fioretto a Roma 2016
- Oro nel fioretto a Palermo 2019
- Oro nel fioretto a Cassino 2021
- Oro nel fioretto a La Spezia 2023
- Argento nel fioretto a Gorizia 2017
- Argento nel fioretto a Milano 2018
- Argento nel fioretto a Courmayeur 2022
- Argento nel fioretto a Cagliari 2024
- Bronzo nel fioretto ad Acireale 2014
- Bronzo nel fioretto a Torino 2015

### Risultati giovani
Mondiali giovani
Individuale
A squadre
- Oro nel fioretto a Parenzo 2013

Mondiali cadetti
Individuale
- Bronzo nel fioretto a Mar Morto 2011

Europei Under-23
Individuale
- Oro nel fioretto a Erevan 2018
- Bronzo nel fioretto a Plovdiv 2016

A squadre
- Argento nel fioretto a Plovdiv 2016
- Bronzo nel fioretto a Minsk 2017

Europei giovani
Individuale
- Bronzo nel fioretto a Budapest 2013

A squadre
- Oro nel fioretto a Budapest 2013

Europei cadetti
Individuale
- Bronzo nel fioretto a Klagenfurt 2011
- Bronzo nel fioretto a Parenzo 2012

A squadre
- Oro nel fioretto a Klagenfurt 2011
- Oro nel fioretto a Parenzo 2012

Campionati del mediterraneo giovani
Individuale
- Argento nel fioretto a Loures 2009

A squadre
Campionati del mediterraneo cadetti
Individuale
- Oro nel fioretto a Zrenjanin 2010
- Bronzo nel fioretto a Loures 2009

A squadre